# Yusei oji
 Yūsei Ōji  (buiten Japan ook uitgebracht als Planet Prince) is een Japanse tokusatsuserie. De serie liep van 4 november 1958 t/m 6 oktober 1959, met een totaal van 49 afleveringen.

## Verhaal
De serie draait om de held Yusei Oji (te vertalen als “Prince of Space”), en zijn strijd tegen een buitenaards ras dat de aarde wil veroveren.

## Achtergrond
De serie werd bedacht door veteraanschrijver Masaru Igami. De serie werd gemaakt om in te spelen op het succes van de Super Giant-serie. De serie vertoont veel overeenkomsten met Super Giant. Zo beschikken personages in beide series over dezelfde krachten en soortgelijke kostuums.

## Televisiefilms
Toei produceerde in 1959 twee televisiefilm gebaseerd op de serie:
- Planet Prince (遊星王子) (Yūsei Ōji)
- Planet Prince - The Terrifying Spaceship ( 遊星王子 - 恐怖の宇宙船)

De filmversie was echter duidelijk anders dan de tv-versie. In de film beschikt de Prince of Space over een ander kostuum, en zijn enige kracht is onkwetsbaarheid.
De eerste film werd bespot in de cultserie Mystery Science Theater 3000.